# Bablak
Bablak (albanska: Bablak, serbiska: Babljak) är en by i Kosovo. Den ligger i kommunen Ferizaj. Enligt den senaste folkräkningen år 2011 finns det 258 invånare i byn.

## Demografi
| Demografi | 2011 |
| --------- | ---- |
| albaner   | 256  |
| serber    | 2    |